# Ljudska univerza Jesenice
Ljudska univerza Jesenice je ljudska univerza s sedežem na Delavski ulici 1, 4270 Jesenice (Jesenice); ustanovljena je bila leta 1959.